# Jessica Scheel
Jessica María Scheel Noyola (Guatemala, 13 gennaio 1990) è una modella guatemalteca, eletta Miss Universo Guatemala 2010 a Città del Guatemala il 25 aprile 2010. In precedenza, la modella aveva rappresentato la propria nazione in occasione di Miss Terra 2007, dove però non era riuscita a classificarsi.
In seguito la modella ha rappresentato il Guatemala anche a Miss Universo 2010, prendendo all'ultimo momento il posto dell'infortunata Alejandra Barillas. Jessica Scheel è riuscita a classificarsi fra le prime dieci classificate al concorso, ottenendo il miglior risultato ottenuto dal Guatemala nella storia di Miss Universo, dal 1984 a quel momento.